# Ferenczy Izabella
Miskovitsné Ferenczy Izabella Julianna (Nemespann, 1835. február 15. – Csákova, 1890. szeptember 16.) operaénekesnő, színésznő.

## Élete
Szülei Ferentzy István és Gothardt Karolina voltak.
1843 körül színi pályára lépett. Külföldre, német színházakhoz is elkerült. 1854-ben a pesti német színház tagja, majd 1857–1859 között Havi Mihály igazgatósága alatt a Kolozsvári Színház operatagozatában szerepelt, 1860-ban a balsorsú bukaresti vendégszereplésen is fellépett. 1856-ban Szegeden léptek fel. Jóval később Zágrábban (Miskovitsné néven) első primadonna volt. Később Temesvárott zene- és énektanítással foglalkozott és nagy tiszteletben élt. 
Kolozsvári szerepei voltak: Antonia (Gaetano Donizetti: Belisario), Azucena (Giuseppe Verdi: A trubadúr), Lucrezia Borgia címszerep (Donizetti), Alice (Giacomo Meyerbeer: Ördög Róbert), Szilágyi Erzsébet (Erkel Ferenc: Hunyadi László), Agatha (Carl Maria von Weber: Bűvös vadász), Recha (Jacques Fromental Halévy: A zsidónő). 